# Dendrophthora dimorpha
Dendrophthora dimorpha är en sandelträdsväxtart som beskrevs av J. Kuijt. Dendrophthora dimorpha ingår i släktet Dendrophthora och familjen sandelträdsväxter. Inga underarter finns listade i Catalogue of Life.